# Sparkasse Amberg-Sulzbach
Die Sparkasse Amberg-Sulzbach ist eine öffentlich-rechtliche Sparkasse mit Doppelsitz in Amberg und in Sulzbach-Rosenberg in Bayern. Ihr Geschäftsgebiet bilden die Stadt Amberg und der Landkreis Amberg-Sulzbach, mit Ausnahme der Stadt Auerbach i.d. OPf., welche der Vereinigte Sparkassen Eschenbach i.d.OPf. Neustadt a.d.Waldnaab Vohenstrauß zugeordnet ist.

## Organisationsstruktur
Die Sparkasse Amberg-Sulzbach ist eine Anstalt des öffentlichen Rechts. Träger ist der Zweckverband Sparkasse Amberg-Sulzbach, an dem drei Körperschaften beteiligt sind: Landkreis Amberg-Sulzbach (51,70 %), Stadt Amberg (34,00 %) und Stadt Sulzbach-Rosenberg (14,30 %).
Rechtsgrundlagen sind das Sparkassengesetz, die bayerische Sparkassenordnung und die durch den Sparkassenzweckverband erlassene Satzung. Organe der Sparkasse sind der Vorstand und der Verwaltungsrat. 

## Geschäftszahlen
Die Sparkasse Amberg-Sulzbach betreibt als Sparkasse das Universalbankgeschäft. Die Sparkasse Amberg-Sulzbach wies im Geschäftsjahr 2023 eine Bilanzsumme von 2,196 Mrd. Euro aus und verfügte über Kundeneinlagen von 1,711 Mrd. Euro. Gemäß der Sparkassenrangliste 2023 liegt sie nach Bilanzsumme auf Rang 223. Sie unterhält 18 Filialen/Selbstbedienungsstandorte und beschäftigt 364 Mitarbeiter.

## Sparkassen-Finanzgruppe
Die Sparkasse Amberg-Sulzbach ist Teil der Sparkassen-Finanzgruppe. Die Sparkasse vermittelt daher z. B. Bausparverträge der LBS, Investmentfonds der Deka und Versicherungen der Versicherungskammer Bayern. Die Funktion der Sparkassenzentralbank nimmt die Bayerische Landesbank wahr.